# Porsche 965
Der Porsche 965 war der Prototyp eines Sportwagens auf Basis des Porsche 911, der in den 1980er Jahren von Porsche entwickelt wurde. Dieser Prototyp ging nicht in Serienproduktion.

## Geschichte
Parallel zum Porsche 964 begann Porsche ab 1984 mit der Entwicklung eines Nachfolgers für den Porsche 911 Turbo (Typ 930).
Dieser Sportwagen sollte als Modell 969 mit seiner geplanten Motorleistung von etwa 267 kW (365 PS), als auch vom Verkaufspreis über den Porsche 964 angeboten werden. Mit rund 219.000 DM (75.000 Pfund) wäre der Wagen bei der geplanten Markteinführung 1991 ca. 20.000 Pfund teuer als ein Porsche 911 Carrera 4 gewesen.

### Karosserie und Innenraum

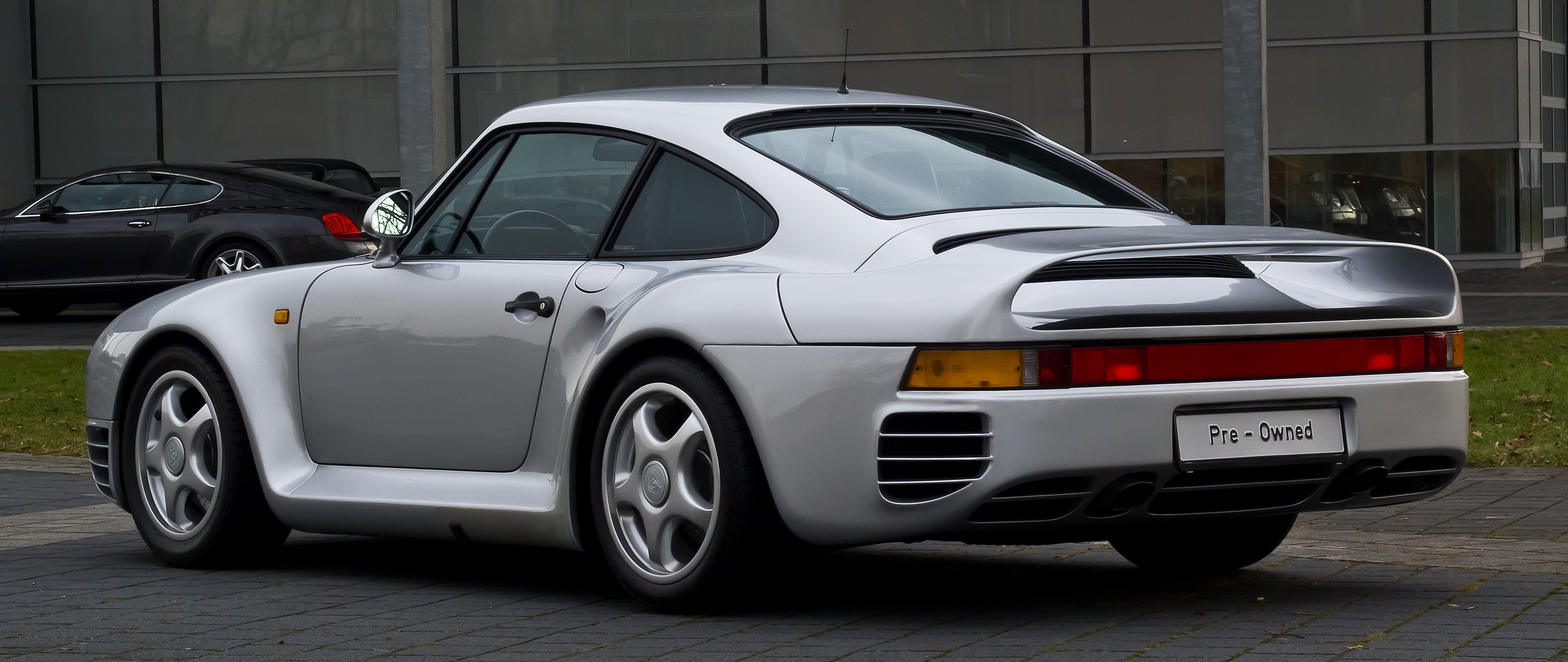
Die Karosserie des Porsche 959, speziell das Heck, diente als Grundlage für den Prototyp 965.

Für den 965-Prototyp wurde die Karosserie des Porsche 959 als Basis gewählt. Die Frontseite mit den Scheinwerfern war flacher gestaltet als beim 964 und ähnelte dem späteren Porsche 993. Das Heck und die hinteren Kotflügel mit den Lufteinlässen wurden vom 959 übernommen. Die Rücklichter waren einfach gestaltet und noch nicht im Heck vollintegriert. Die Schweller waren nicht wie beim 959 ausgestellt und erinnerten an das Turbo-Serien-Modell.
Die Innenausstattung mit dem Armaturenbrett, dem Lenkrad und den Sitzen war vom 964 entnommen.

### Motor
Der zukünftige Serienwagen sollte einen einfacher aufgebauten und somit kostengünstigeren Motor als der Porsche 959 erhalten.
Als ersten Motor testeten die Ingenieure einen luftgekühlten Biturbo-Motor mit 3,4 und 3,5 Litern Hubraum, der eine Leistung zwischen 257 kW (350 PS) und 267 kW (365 PS) liefern sollte. Jedoch gab es mit dem Motor thermische Probleme. Die Temperaturen in den Zylindern und den Zylinderköpfen waren zu hoch und sorgten dafür, dass die angestrebte Leistung nicht erzielt wurde.
Aus diesem Grunde wurden weitere Motoren von Porsche und auch Audi als Alternative herangezogen und getestet. Die Entwickler bauten in den letzten Prototyp den damals neuen 3,6-Liter-V8-Motor von Audi, der im Audi V8 eingesetzt wurde, in das Heck des 965. Dieser leistete darin ca. 171 kW (234 PS).

### Entwicklungsverlauf
Die Entwicklung des 965 wurde parallel mit dem 964 begonnen. In dieser Zeit wurden 16 Testfahrzeuge aufgebaut.
Wegen der auftretenden Probleme bei der Motorentwicklung für den Prototyp geriet das Projekt ins Stocken, da die Kosten zu stark anstiegen. Verschärft wurde das Kostenproblem zusätzlich durch die ab 1987 weltweit eintretende Wirtschaftskrise.
Porsche reduzierte seine Ausgaben und beendete einige Entwicklungsprojekte, wie z. B. das 928 Cabriolet. Auch das 965-Entwicklungsprojekt wurde zum Ende 1988 durch den Entwicklungschef Ulrich Bez gestoppt.
Die aufgebauten Prototypen wurde bis auf den Wagen mit der Nummer L7 verschrottet. Dieser Wagen steht in den Beständen des Porsche-Museums.
Stattdessen baute Porsche kurzfristig den 964 Turbo, der einen modifizierten 3,3-Liter-Sechszylinder-Turbo-Boxermotor aus dem Porsche 930 erhielt. Dieser Motor leistete mit 235 kW (320 PS) nun 20 PS mehr als im 930 und hatte auch einen Katalysator zur Abgasreinigung eingebaut.
Oft wird der Porsche 964 Turbo irrtümlich auch als Porsche 965 oder Porsche 965 Turbo betitelt. Offiziell ist der 965 mit dem Ende des Entwicklungsprojekts eingestellt worden. Der Porsche 911 Turbo auf Basis des 964 wird in der Fachliteratur und in der Porsche-Kommunikation stets als Porsche 964 Turbo bezeichnet.